# 헬무트 골비처

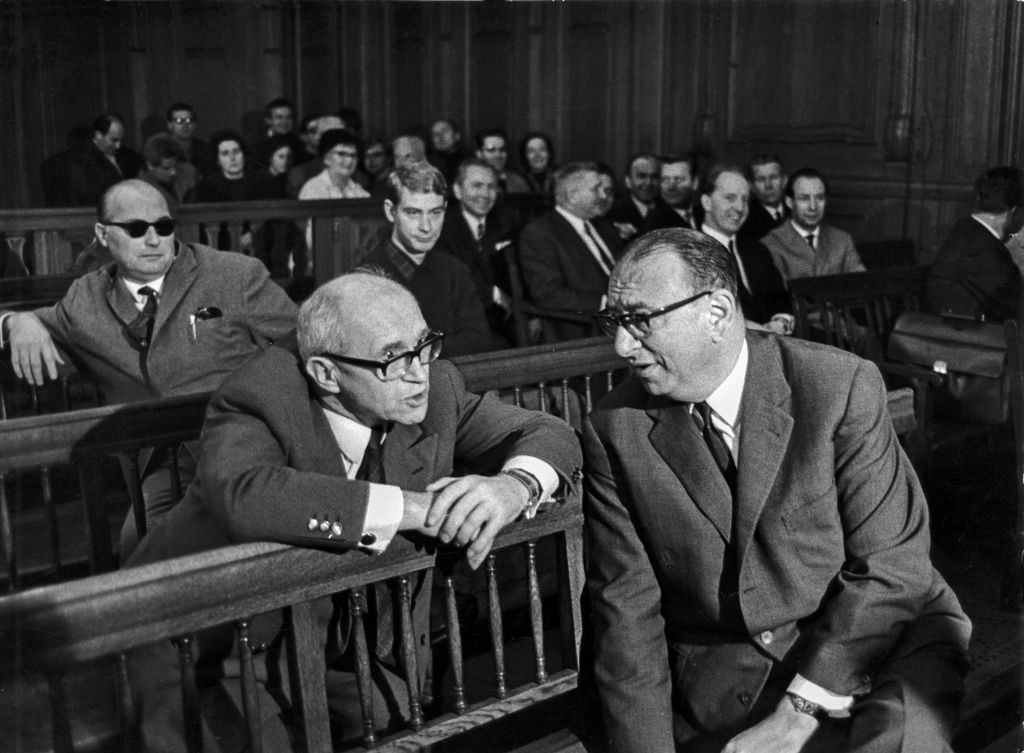
Helmut Gollwitzer & Heinrich Albertz (1967)

헬무트 골비처(Helmut Gollwitzer,1908년12월 29일 - 1993년 10월 17일)는 독일의 루터란 신학자이며 저자였다. 그는 칼 바르트 밑에서 마르틴 루터와 장 칼뱅의 성만찬 이해로 박사학위를 바젤 대학교에서 받았다. 박성철 교수에 따르면 골비처는 핵무기는 창조에 대한 파괴이기에 기독교인들은 반대해야 한다고 말한다.

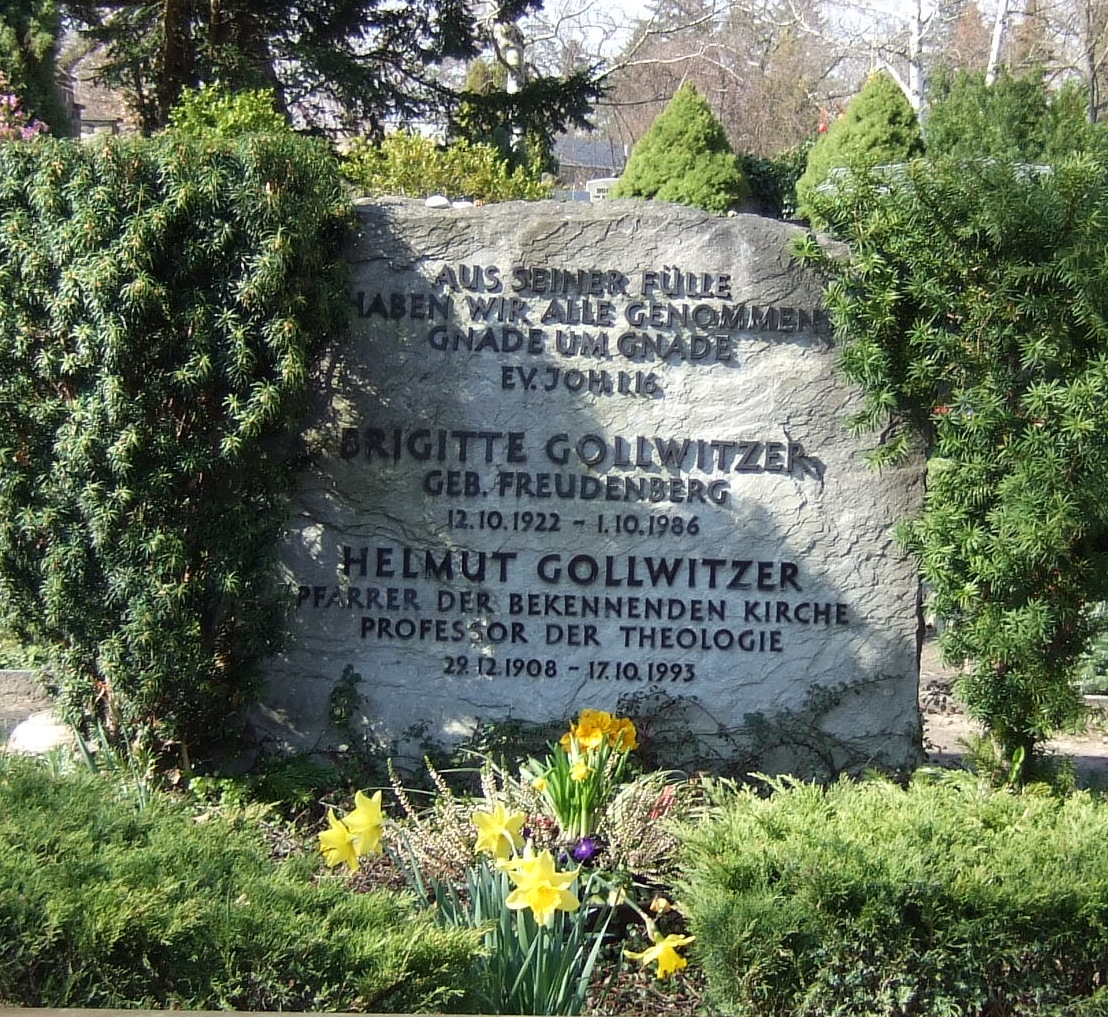
베를린에 있는 골비처 묘지

그는 나찌 정권시절 고백교회의 잘 알려진 멤버였다. 마르틴 니묄러가 체포된 후에 베르린 다렘에서 회중의 목회직을 수행하였다.
박태수 교수에 따르면 골비처의 사상은 골비처가 지나치게 기독교를 정치신학적으로 해석과 해방신학, 여성해방신학, 흑인해방신학 그리고 민중신학과 관련되었다고 평가한다. 기독교를 정치적으로 해석한 것으로 판단한다.

## 펑가
박성철 교수는 골비처가 주장하는 지향성 즉 목적을 향한 합의 방법에 대해서는 대안을 제시하지 않은 것을 비판받기도 한다.

## 문헌
- Gollwitzer, H 1953. Unwilling Journey: A Diary from Russia. Philadelphia: Muhlenberg Press.
- Gollwitzer, H 1956. Dying We Live: The Final Messages and Records of the Resistance. New York: Pantheon.
- Gollwitzer, H 1965. The Demands of Freedom: Papers by a Christian in West Germany. New York: Harper & Row.
- Gollwitzer, H 1965. The Existence of God as Confessed by Faith. London: SCM.
- Gollwitzer, H 1970. The Christian Faith and the Marxist Criticism of Religion. New York: Scribner.
- Gollwitzer, H 1970. The Rich Christians and Poor Lazarus. New York: Macmillan.
- Gollwitzer, H 1982. An Introduction to Protestant Theology. Philadelphia: Westminster Press.
- McMaken, W. Travis 2017. Our God Loves Justice: An Introduction to Helmut Gollwitzer. Minneapolis: Fortress Press.